# Iris Junik
Iris Junik (* 26. August 1968 in Wolfen; † 29. März 2009 in München) war eine deutsche Schauspielerin.

## Leben und Ausbildung
Bereits mit acht Jahren spielte Junik in einer Theatergruppe, mit 14 Jahren begann sie ein Wanderleben durch die DDR mit einer weiteren Theatergruppe, absolvierte aber gleichzeitig ihre Schulausbildung. Nach dem Abitur wurde ihr das Studium der Theaterwissenschaften verweigert, weil sie sich gewehrt hatte, an der so genannten Zivilverteidigung teilzunehmen. Deshalb arbeitete Junik zunächst ein Jahr lang als Regieassistentin am Theater von Altenburg, später – ebenfalls als Regieassistentin – an Berliner Bühnen.
Am Tag nach der Maueröffnung wechselte sie nach West-Berlin und begann ein Studium der Theaterwissenschaften und der Hispanistik. Während ihrer Zeit an der European Film Actor School in Zürich war sie 1991/1992 Stipendiatin der Pierino Ambrosoli Foundation im Bereich Film. Seit 1993 trat sie vor allem in Serien aber auch in abendfüllenden Filmen des deutschen Fernsehens auf.
Im Mai 2009 wurde aus dem Kreis ihrer Familie bekannt, dass sie bereits am 29. März 2009 in München verstorben sei. Sie war unheilbar an Morbus Sudeck erkrankt gewesen.

## Filmografie (Auswahl)
- 1993: Die Männer vom K3 – Das dritte Mädchen (Fernsehserie)
- 1994: Rosamunde Pilcher – Ende eines Sommers (Fernsehserie)
- 1994–1995, 1997: Marienhof (Fernsehserie)
- 1995: Praxis Bülowbogen (Fernsehserie)
- 1995–1998: Wolffs Revier (Fernsehserie)
- 1996: Ehebruch – Eine teuflische Falle! (Fernsehfilm)
- 1996: Tatort – Der Entscheider (Fernsehreihe)
- 1996: Verbotene Liebe (Fernsehserie)
- 1997: SOKO 5113 – Spiel mit dem Feuer (Fernsehserie)
- 1997: Die letzte Rettung (Fernsehfilm) von Sigi Rothemund, mit Michael Degen, Johannes Brandrup und Rosel Zech
- 1997: Ein Fall für zwei – Das Paar (Fernsehserie)
- 1997: Der Alte – Ein ehrenwerter Mann (Fernsehserie)
- 1997: Derrick – Das erste aller Lieder (Fernsehserie)
- 1998: Dr. Stefan Frank – Der Arzt, dem die Frauen vertrauen – Und bist Du nicht willig
- 1998. Kommissar Rex: Tödliche Leidenschaft (Fernsehserie)
- 1998: Tatort – Bienzle und der Champion (Fernsehreihe)
- 1998: Hallo, Onkel Doc! – Die wilde Clara (Fernsehserie)
- 1998: Derrick – Anna Lakowski (Fernsehserie)
- 1998: Siska – Tod einer Würfelspielerin (Fernsehserie)
- 1999: Gefährliche Wahrheit (Fernsehfilm)
- 1999: Küstenwache – Das trojanische Pferd (Fernsehserie)
- 1999: Amor – Todesspiel aus Liebe (Fernsehfilm) von Holger Barthel
- 1999: Im Namen des Gesetzes – Teuflische Rache (Fernsehserie)
- 2000–2001: HeliCops – Einsatz über Berlin (Fernsehserie)
- 2001: Alarm für Cobra 11 – Die Autobahnpolizei – Doppelter Albtraum (Fernsehserie)
- 2002: In aller Freundschaft Folge 138: Zwei Mütter – eine Tochter (Staffel 5, Episode 14)

- 2003: Zwei Profis – ... und der Luxusfisch (Fernsehserie)